# Ambroise Louis Garneray
Ambroise Louis Garneray (19. února 1783 Paříž – 11. září 1857 tamtéž) byl francouzský korzár, malíř a spisovatel.

## Život
Narodil se jako nejstarší syn malíře Jeana-Françoise Garneraye, žáka Jacquese-Louise Davida. Ve třinácti nastoupil k námořnictvu na popud a za podpory svého bratrance Beaulieua-Leloupa, velitele fregaty Forte. Plavil se z Rochefortu do Indického oceánu s flotilou pod velením admirála Pierra Césara Charlese de Sercey a zúčastnil se zde bojů s britskými loděmi. Roku 1798 se stal kormidelníkem na fregatě La Preneuse a na její palubě začal malovat. Sloužil také pod proslulým korzárem Robertem Surcoufem a zúčastnil se s ním roku 1800 v Bengálském zálivu slavného zajetí lodi Kent britské Východoindické společnosti. Následně se plavil na různých obchodních a korzárských lodích a zabýval se také nepovoleným obchodem s otroky. Roku 1806 byl jako kormidelník na fregatě Belle Poule zajat v bitvě s Brity u Kapverdských ostrovů a strávil osm let ve vězeňských pontonech (šlo o vraky lodí) v Portsmouthu. Podmínky k životu zde byly hrozné, Garneray si však dokázal přilepšovat prodejem svých obrazů profesionálním obchodníkům.

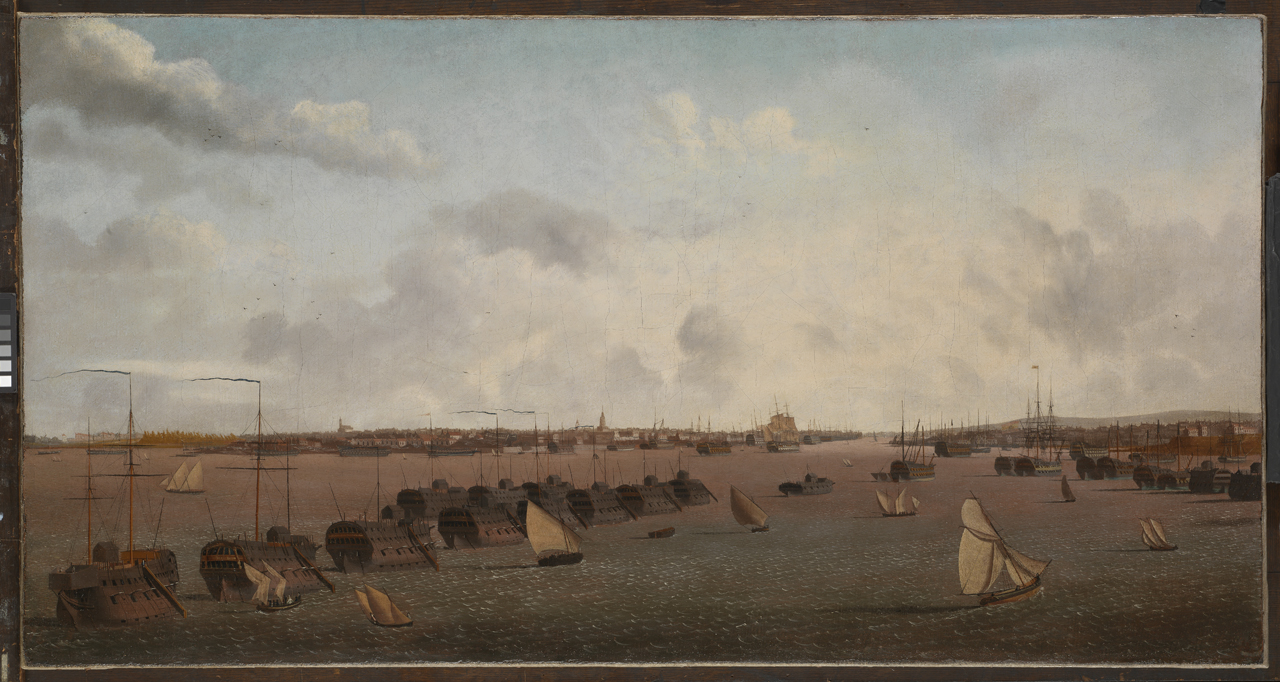
Les pontons anglais (1814), olej na plátně

Po propuštění roku 1814 se mu nepodařilo získat důstojnické místo ve francouzském obchodním námořnictvu. Začal se proto plně věnovat malířství a byl tak úspěšný, že jej roku 1817 jmenoval velkoadmirál vévoda d'Angoulême oficiálním malířem námořnictva. V letech 1821–1830 cestoval po francouzských přístavech a maloval zde své skici, které se staly základem pro jeho obrazy. Roku 1833 byl jmenován ředitelem muzea v Rouenua také pracoval pro porcelánovou manufakturu v Sèvres. Roku 1836 se ale zdiskreditoval účastí na pokusu Ludvíka Napoleona o převrat ve Štrasburku. Návrat ke slávě prožil, když se z Ludvíka Napoleona stal nejprve francouzský prezident a následně císař Napoleon III. Ten mu také roku 1852 udělil Řád čestné legie. Vleklá choroba mu ke stáří bránila v jeho další umělecké tvorbě. Je pohřben na hřbitově Montmartre v Paříži.

## Garneray jako spisovatel
Garnearyovo dílo je velmi rozsáhlé. Kromě velkého počtu (vice než 330) obrazů, rytin, leptů a akvarelů je také autorem pamětí. Ty vznikly již během autorova pobytu v Rouenu a roku 1847 byly nabídnuty k vydání Ministerstvu školství pro „povznesení mládeže“, to však tento záměr odmítlo. Roku 1851 byly vydány pod názvem Voyages, Aventures et Combats (Cesty, dobrodružství a bitvy). Proslulými se staly roku 1860, kdy vyšly ve třech dílech pravděpodobně v úpravě profesionálního spisovatele Édouarda Corbièra jako Voyages, Aventures et Combats (Cesty, dobrodružství a bitvy), Mes Pontons (Mé pontony) a Scènes maritimes (Námořní scény).
Paměti nebo jejich části byly a jsou vydávány pod různými názvy, například Corsaire de la République (Korzár republiky), Le Négrier de Zanzibar (Otrokář ze Zanzibaru) nebo Les Naufragés du Saint-Antoine  (Trosečníci ze Saint-Antoine), a také v úpravách pro děti a mládež: La Prison flottante (1947, Plovoucí vězení), Un marin de Surcouf (1950, Surcoufův námořník) nebo Un corsaire de quinze ans (1950, Patnáctiletý korzár). Dnes jsou považovány za jednoho z předchůdců dobrodružného románu s námořní tematikou.

## Galerie vybraných děl

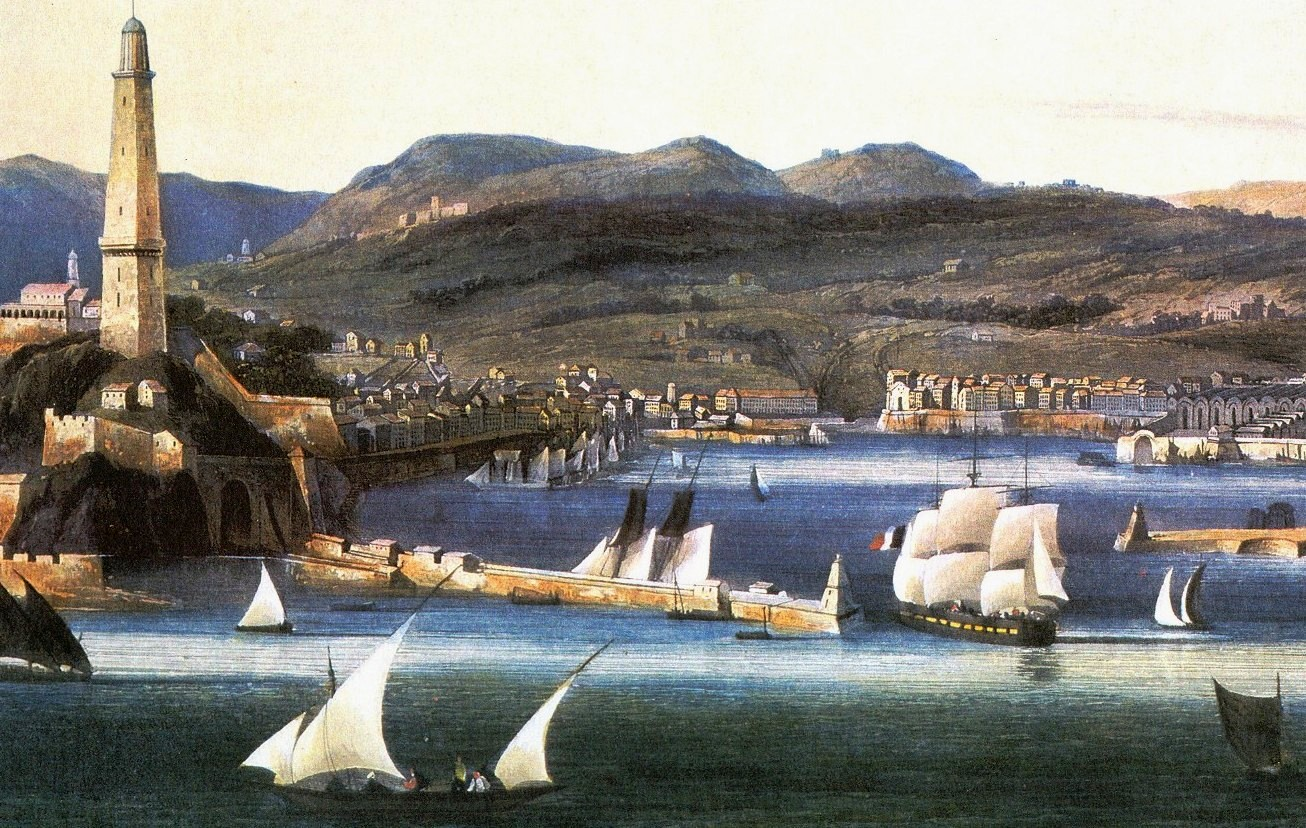
Gênes (1810)
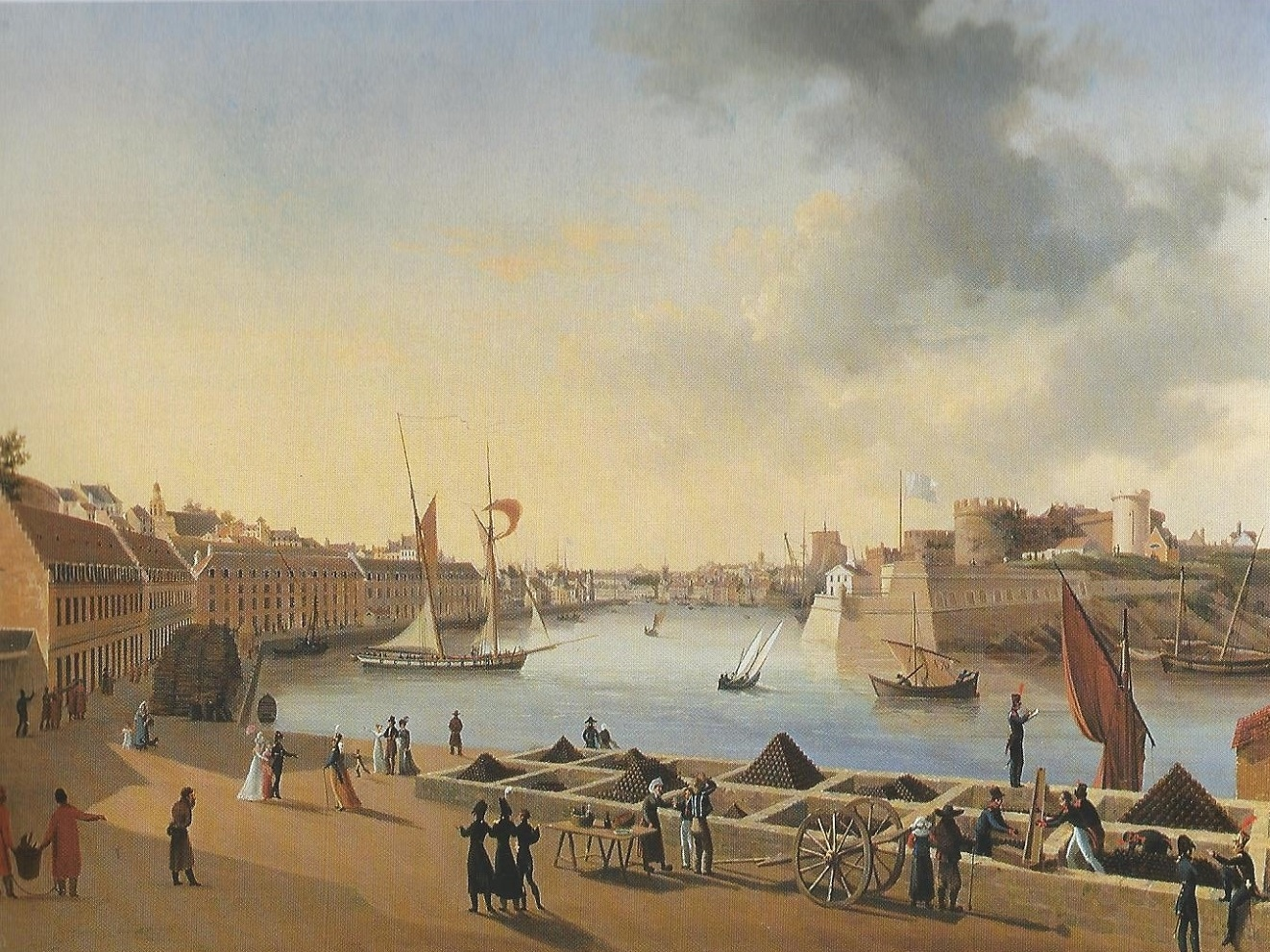
Vue du port de Brest (1821)
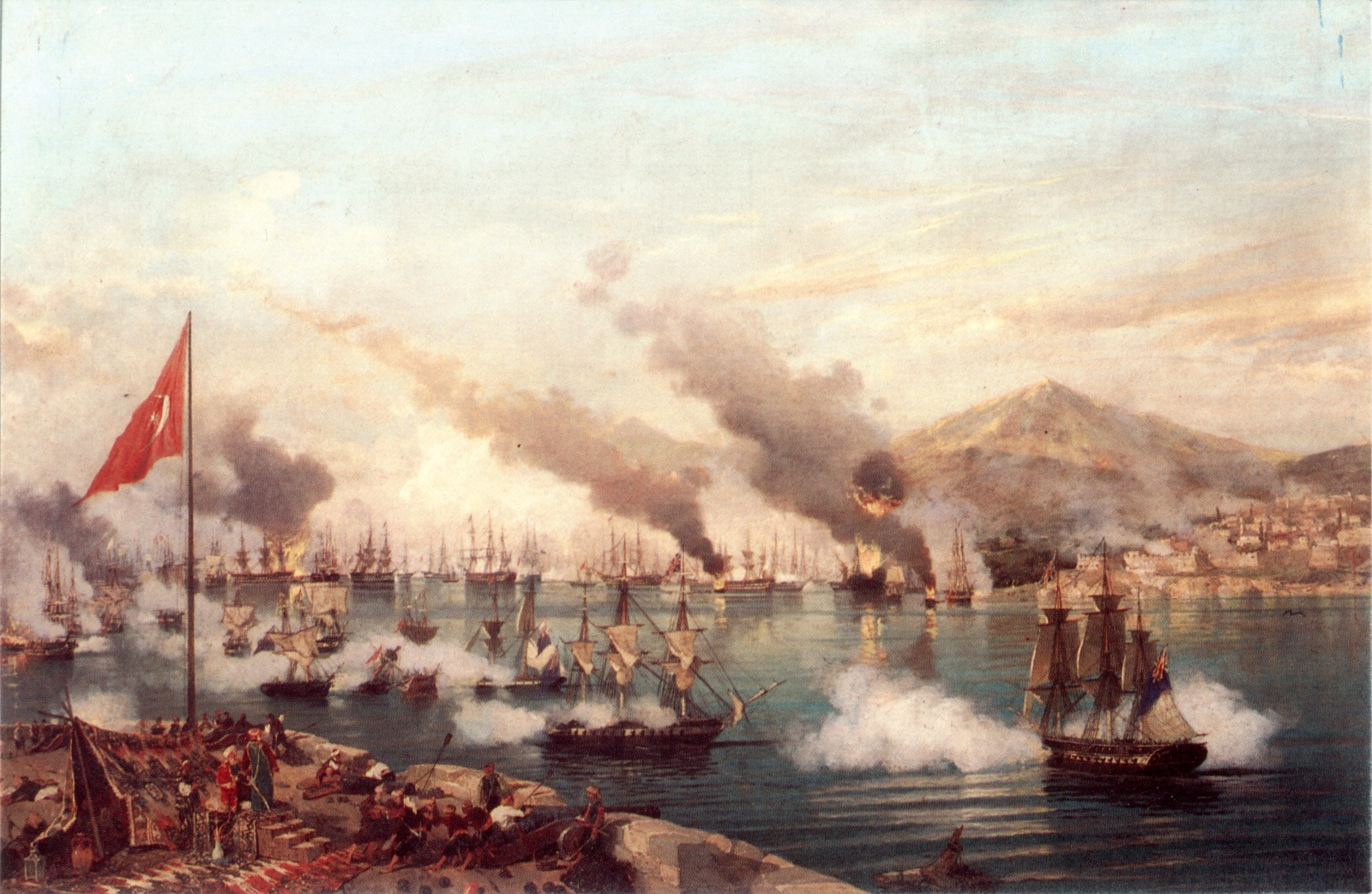
La bataille navale de Navarin (1827)
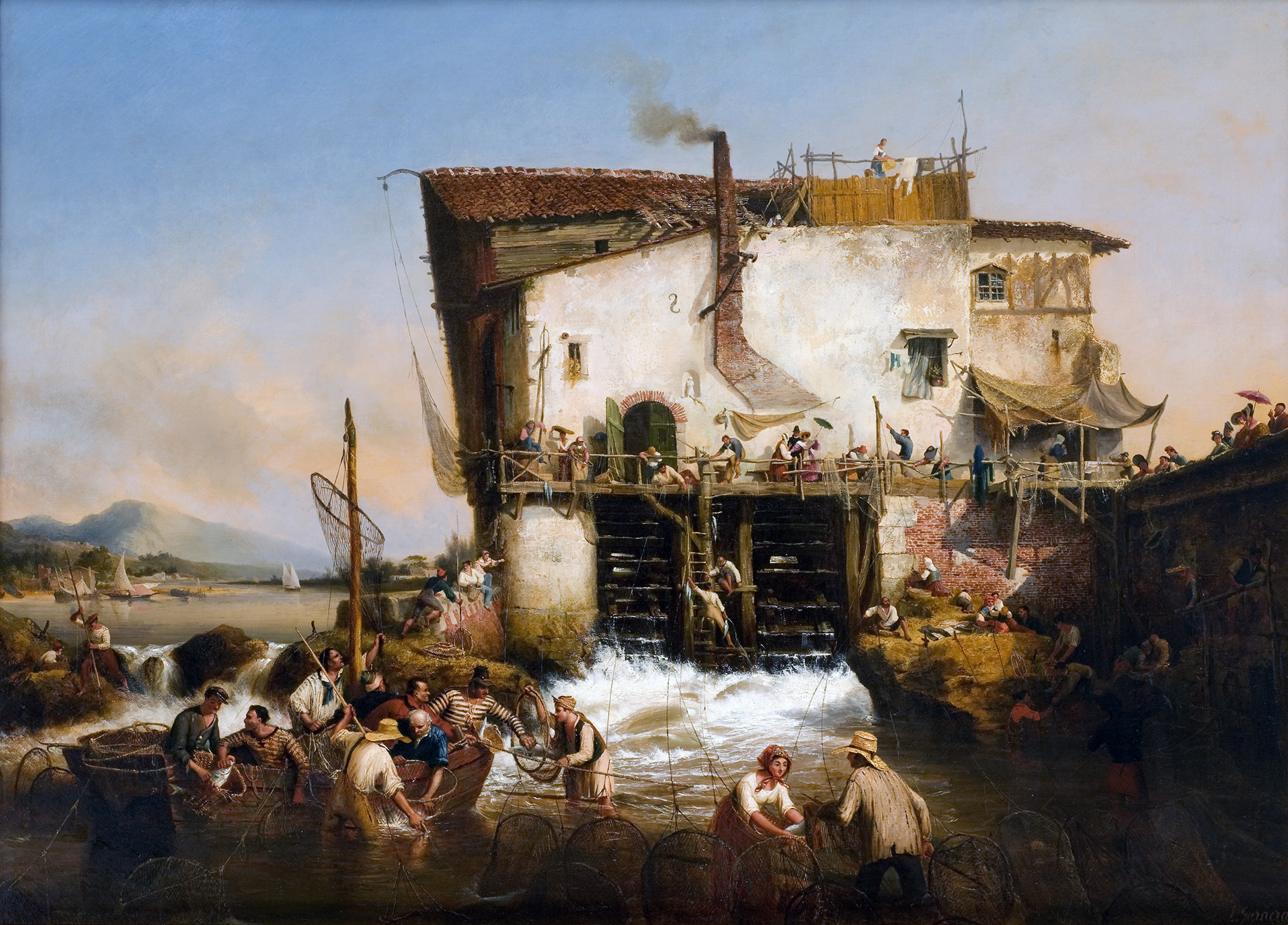
Pêche aux aloses (1835)
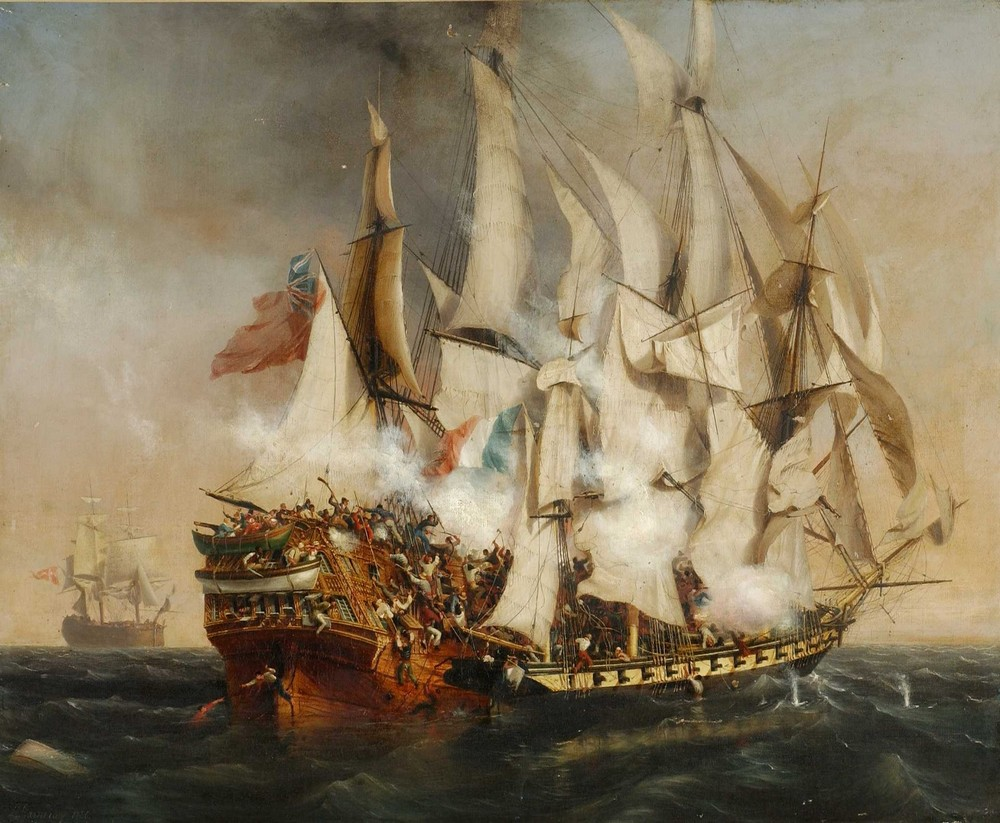
L'abordage du Kent (1836)
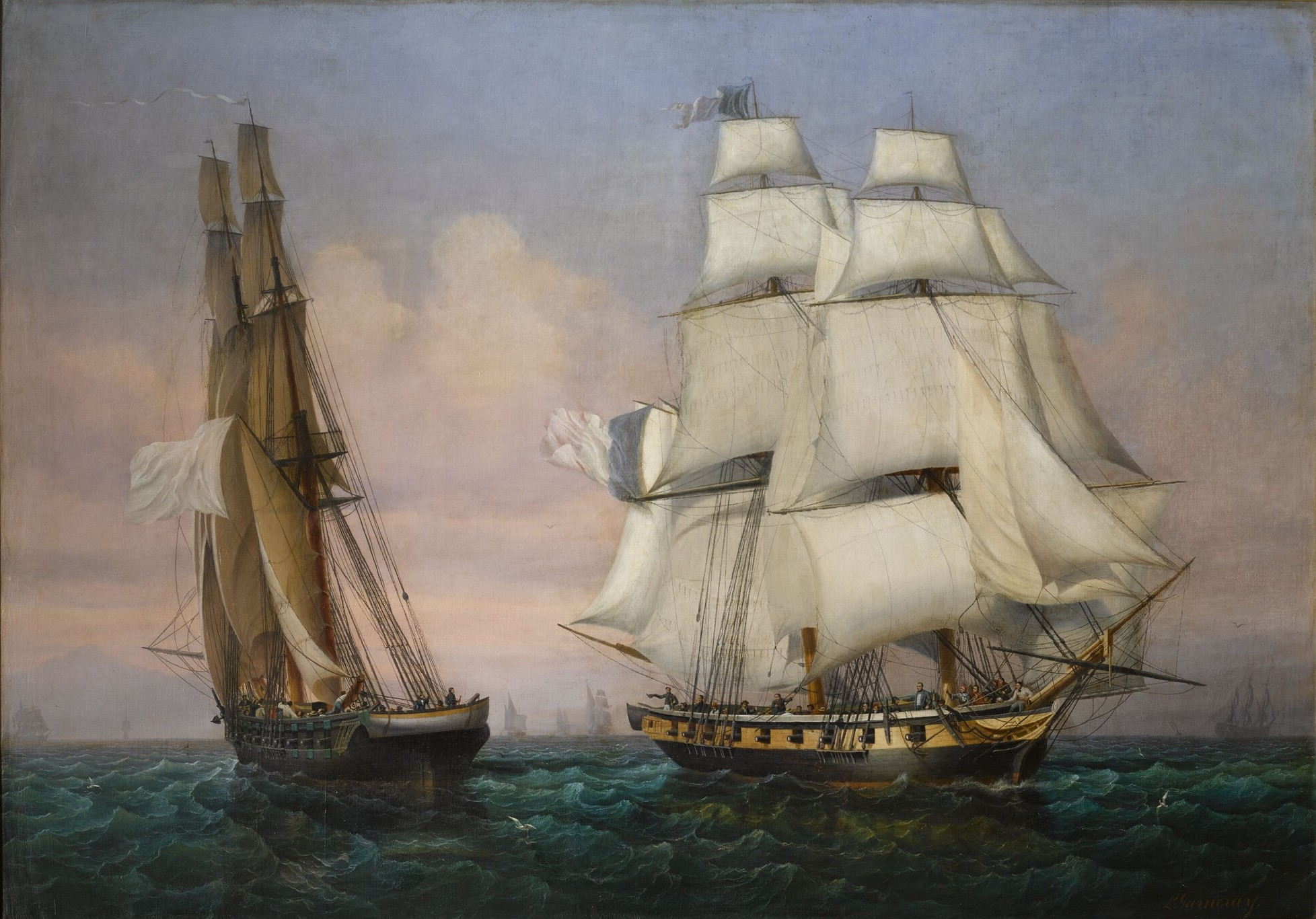
Retour de l'île d'Elbe (1852)

## Česká vydání
- Patnáctiletý korzár, Albatros, Praha 1985, přeložila Růžena Steklačová.